# Seznam ministrů zahraničních věcí Polska

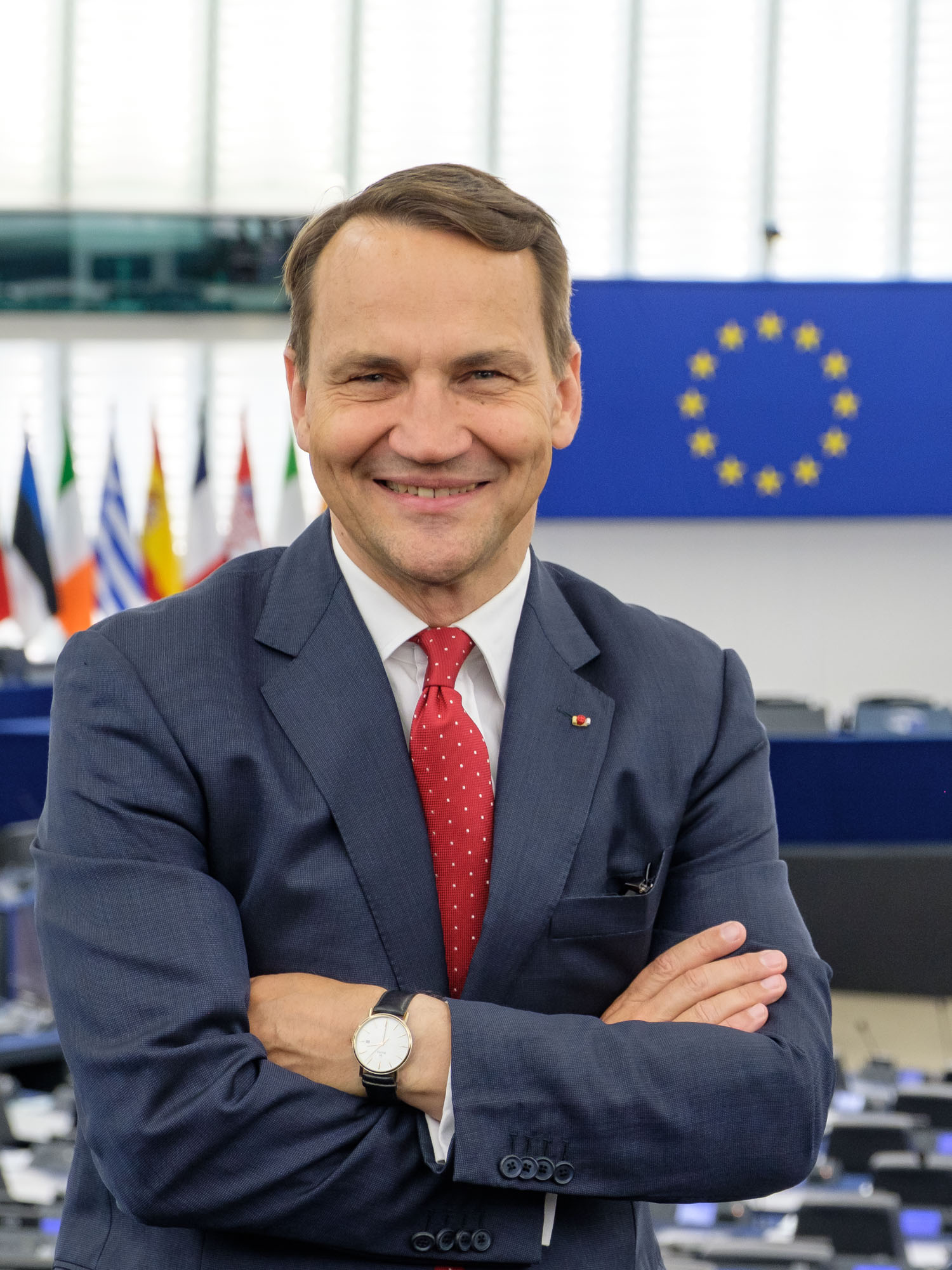
Radosław Sikorski

Seznam ministrů zahraničních věcí Polska od roku 1918.

## Druhá Polská republika (1918–1939)
| Jméno                        | Nástup do funkce   | Konec funkčního období | Władysław Wróblewski · Eustachy Sapieha · Gabriel Narutowicz · Aleksander Skrzyński · Roman Dmowski · Józef Beck |
| ---------------------------- | ------------------ | ---------------------- | --- |
| Leon Wasilewski              | 17. listopadu 1918 | 16. ledna 1919         | Władysław Wróblewski · Eustachy Sapieha · Gabriel Narutowicz · Aleksander Skrzyński · Roman Dmowski · Józef Beck |
| Ignacy Jan Paderewski        | 16. ledna 1919     | 9. prosince 1919       | Władysław Wróblewski · Eustachy Sapieha · Gabriel Narutowicz · Aleksander Skrzyński · Roman Dmowski · Józef Beck |
| Władysław Wróblewski         | 13. prosince 1919  | 16. prosince 1919      | Władysław Wróblewski · Eustachy Sapieha · Gabriel Narutowicz · Aleksander Skrzyński · Roman Dmowski · Józef Beck |
| Stanisław Patek              | 16. prosince 1919  | 9. června 1920         | Władysław Wróblewski · Eustachy Sapieha · Gabriel Narutowicz · Aleksander Skrzyński · Roman Dmowski · Józef Beck |
| Eustachy Sapieha             | 23. června 1920    | 24. května 1921        | Władysław Wróblewski · Eustachy Sapieha · Gabriel Narutowicz · Aleksander Skrzyński · Roman Dmowski · Józef Beck |
| Jan Dąbski                   | 24. května 1921    | 11. června 1921        | Władysław Wróblewski · Eustachy Sapieha · Gabriel Narutowicz · Aleksander Skrzyński · Roman Dmowski · Józef Beck |
| Konstanty Skirmunt           | 11. června 1921    | 6. června 1922         | Władysław Wróblewski · Eustachy Sapieha · Gabriel Narutowicz · Aleksander Skrzyński · Roman Dmowski · Józef Beck |
| Gabriel Narutowicz           | 28. června 1922    | 14. prosince 1922      | Władysław Wróblewski · Eustachy Sapieha · Gabriel Narutowicz · Aleksander Skrzyński · Roman Dmowski · Józef Beck |
| Aleksander Skrzyński         | 16. prosince 1922  | 26. května 1923        | Władysław Wróblewski · Eustachy Sapieha · Gabriel Narutowicz · Aleksander Skrzyński · Roman Dmowski · Józef Beck |
| Marian Seyda                 | 28. května 1923    | 27. října 1923         | Władysław Wróblewski · Eustachy Sapieha · Gabriel Narutowicz · Aleksander Skrzyński · Roman Dmowski · Józef Beck |
| Roman Dmowski                | 27. října 1923     | 14. prosince 1923      | Władysław Wróblewski · Eustachy Sapieha · Gabriel Narutowicz · Aleksander Skrzyński · Roman Dmowski · Józef Beck |
| Karol Bertoni                | 19. prosince 1923  | 19. ledna 1924         | Władysław Wróblewski · Eustachy Sapieha · Gabriel Narutowicz · Aleksander Skrzyński · Roman Dmowski · Józef Beck |
| Maurycy Zamoyski             | 19. ledna 1924     | 27. července 1924      | Władysław Wróblewski · Eustachy Sapieha · Gabriel Narutowicz · Aleksander Skrzyński · Roman Dmowski · Józef Beck |
| Aleksander Skrzyński         | 27. července 1924  | 5. května 1926         | Władysław Wróblewski · Eustachy Sapieha · Gabriel Narutowicz · Aleksander Skrzyński · Roman Dmowski · Józef Beck |
| Kajetan Dzierżykraj-Morawski | 10. května 1926    | 15. května 1926        | Władysław Wróblewski · Eustachy Sapieha · Gabriel Narutowicz · Aleksander Skrzyński · Roman Dmowski · Józef Beck |
| August Zaleski               | 15. května 1926    | 25. května 1926        | Władysław Wróblewski · Eustachy Sapieha · Gabriel Narutowicz · Aleksander Skrzyński · Roman Dmowski · Józef Beck |
| August Zaleski               | 25. června 1926    | 2. listopadu 1932      | Władysław Wróblewski · Eustachy Sapieha · Gabriel Narutowicz · Aleksander Skrzyński · Roman Dmowski · Józef Beck |
| Józef Beck                   | 2. listopadu 1932  | 30. září 1939          | Władysław Wróblewski · Eustachy Sapieha · Gabriel Narutowicz · Aleksander Skrzyński · Roman Dmowski · Józef Beck |

## Exilová vláda (1939–1945)
| Jméno            | Nástup do funkce   | Konec funkčního období | Edward Bernard Raczyński |
| ---------------- | ------------------ | ---------------------- | ------------------------ |
| August Zaleski   | 30. září 1939      | 25. července 1941      | Edward Bernard Raczyński |
| Edward Raczyński | 22. srpna 1941     | června 1942            | Edward Bernard Raczyński |
| Edward Raczyński | června 1942        | 14. července 1943      | Edward Bernard Raczyński |
| Tadeusz Romer    | 14. července 1943  | 24. listopadu 1944     | Edward Bernard Raczyński |
| Adam Tarnowski   | 29. listopadu 1944 | 5. července 1945       | Edward Bernard Raczyński |

## Polská lidová republika (1944–1989)
| Jméno                  | Nástup do funkce   | Konec funkčního období | Edward Osóbka-Morawski · Hrob Wincenta Rzymowskiho · Adam Rapacki · Stefan Jędrychowski |
| ---------------------- | ------------------ | ---------------------- | --------------------------------------------------------------------------------------- |
| Edward Osóbka-Morawski | 21. července 1944  | 2. května 1945         | Edward Osóbka-Morawski · Hrob Wincenta Rzymowskiho · Adam Rapacki · Stefan Jędrychowski |
| Wincenty Rzymowski     | 2. května 1944     | 5. února 1947          | Edward Osóbka-Morawski · Hrob Wincenta Rzymowskiho · Adam Rapacki · Stefan Jędrychowski |
| Zygmunt Modzelewski    | 6. února 1947      | 20. března 1951        | Edward Osóbka-Morawski · Hrob Wincenta Rzymowskiho · Adam Rapacki · Stefan Jędrychowski |
| Stanisław Skrzeszewski | 20. března 1951    | 27. dubna 1956         | Edward Osóbka-Morawski · Hrob Wincenta Rzymowskiho · Adam Rapacki · Stefan Jędrychowski |
| Adam Rapacki           | 22. prosince 1956  | 22. prosince 1968      | Edward Osóbka-Morawski · Hrob Wincenta Rzymowskiho · Adam Rapacki · Stefan Jędrychowski |
| Stefan Jędrychowski    | 22. prosince 1968  | 22. prosince 1971      | Edward Osóbka-Morawski · Hrob Wincenta Rzymowskiho · Adam Rapacki · Stefan Jędrychowski |
| Stefan Olszowski       | 22. prosince 1971  | 2. prosince 1976       | Edward Osóbka-Morawski · Hrob Wincenta Rzymowskiho · Adam Rapacki · Stefan Jędrychowski |
| Emil Wojtaszek         | 2. prosince 1976   | 24. srpna 1980         | Edward Osóbka-Morawski · Hrob Wincenta Rzymowskiho · Adam Rapacki · Stefan Jędrychowski |
| Józef Czyrek           | 24. srpna 1980     | 21. července 1982      | Edward Osóbka-Morawski · Hrob Wincenta Rzymowskiho · Adam Rapacki · Stefan Jędrychowski |
| Stefan Olszowski       | 21. července 1982  | 12. listopadu 1985     | Edward Osóbka-Morawski · Hrob Wincenta Rzymowskiho · Adam Rapacki · Stefan Jędrychowski |
| Marian Orzechowski     | 12. listopadu 1985 | 17. června 1988        | Edward Osóbka-Morawski · Hrob Wincenta Rzymowskiho · Adam Rapacki · Stefan Jędrychowski |
| Tadeusz Olechowski     | 17. června 1988    | 12. září 1989          | Edward Osóbka-Morawski · Hrob Wincenta Rzymowskiho · Adam Rapacki · Stefan Jędrychowski |

## Polsko po roce 1989
| Jméno                     | Nástup do funkce   | Konec funkčního období | Krzysztof Skubiszewski · Władysław Bartoszewski · Adam Daniel Rotfeld · Stefan Meller · Anna Elżbieta Fotyga |
| ------------------------- | ------------------ | ---------------------- | --- |
| Krzysztof Skubiszewski    | 12. září 1989      | 25. října 1993         | Krzysztof Skubiszewski · Władysław Bartoszewski · Adam Daniel Rotfeld · Stefan Meller · Anna Elżbieta Fotyga |
| Andrzej Olechowski        | 26. října 1993     | 6. března 1995         | Krzysztof Skubiszewski · Władysław Bartoszewski · Adam Daniel Rotfeld · Stefan Meller · Anna Elżbieta Fotyga |
| Władysław Bartoszewski    | 7. března 1995     | 22. prosince 1995      | Krzysztof Skubiszewski · Władysław Bartoszewski · Adam Daniel Rotfeld · Stefan Meller · Anna Elżbieta Fotyga |
| Dariusz Rosati            | 29. prosince 1995  | 30. října 1997         | Krzysztof Skubiszewski · Władysław Bartoszewski · Adam Daniel Rotfeld · Stefan Meller · Anna Elżbieta Fotyga |
| Bronisław Geremek         | 31. října 1997     | 30. června 2000        | Krzysztof Skubiszewski · Władysław Bartoszewski · Adam Daniel Rotfeld · Stefan Meller · Anna Elżbieta Fotyga |
| Władysław Bartoszewski    | 30. června 2000    | 19. října 2001         | Krzysztof Skubiszewski · Władysław Bartoszewski · Adam Daniel Rotfeld · Stefan Meller · Anna Elżbieta Fotyga |
| Włodzimierz Cimoszewicz   | 19. října 2001     | 5. ledna 2005          | Krzysztof Skubiszewski · Władysław Bartoszewski · Adam Daniel Rotfeld · Stefan Meller · Anna Elżbieta Fotyga |
| Adam Daniel Rotfeld       | 5. ledna 2005      | 31. října 2005         | Krzysztof Skubiszewski · Władysław Bartoszewski · Adam Daniel Rotfeld · Stefan Meller · Anna Elżbieta Fotyga |
| Stefan Meller             | 31. října 2005     | 9. května 2006         | Krzysztof Skubiszewski · Władysław Bartoszewski · Adam Daniel Rotfeld · Stefan Meller · Anna Elżbieta Fotyga |
| Anna Fotyga               | 9. května 2006     | 16. listopadu 2007     | Krzysztof Skubiszewski · Władysław Bartoszewski · Adam Daniel Rotfeld · Stefan Meller · Anna Elżbieta Fotyga |
| Radosław Sikorski         | 16. listopadu 2007 | 22. září 2014          | Krzysztof Skubiszewski · Władysław Bartoszewski · Adam Daniel Rotfeld · Stefan Meller · Anna Elżbieta Fotyga |
| Grzegorz Schetyna         | 22. září 2014      | 16. listopadu 2015     | Krzysztof Skubiszewski · Władysław Bartoszewski · Adam Daniel Rotfeld · Stefan Meller · Anna Elżbieta Fotyga |
| Witold Waszczykowski      | 16. listopadu 2015 | 9. ledna 2018          | Krzysztof Skubiszewski · Władysław Bartoszewski · Adam Daniel Rotfeld · Stefan Meller · Anna Elżbieta Fotyga |
| Jacek Czaputowicz         | 9. ledna 2018      | 26. srpna 2020         | Krzysztof Skubiszewski · Władysław Bartoszewski · Adam Daniel Rotfeld · Stefan Meller · Anna Elżbieta Fotyga |
| Zbigniew Rau              | 26. srpna 2020     | 27. listopadu 2023     | Krzysztof Skubiszewski · Władysław Bartoszewski · Adam Daniel Rotfeld · Stefan Meller · Anna Elżbieta Fotyga |
| Szymon Szynkowski vel Sęk | 27. listopadu 2023 | 13. prosince 2023      | Krzysztof Skubiszewski · Władysław Bartoszewski · Adam Daniel Rotfeld · Stefan Meller · Anna Elżbieta Fotyga |
| Radosław Sikorski         | 13. prosince 2023  |                        | Krzysztof Skubiszewski · Władysław Bartoszewski · Adam Daniel Rotfeld · Stefan Meller · Anna Elżbieta Fotyga |